# Ye Hui Mei
 (mars 2020).
Si vous disposez d'ouvrages ou d'articles de référence ou si vous connaissez des sites web de qualité traitant du thème abordé ici, merci de compléter l'article en donnant les références utiles à sa vérifiabilité et en les liant à la section « Notes et références ».
Albums de Jay Chou
The Eight Dimensions
(2002) Common Jasmin Orange
(2004)
Ye Hui Mei (葉惠美) est le quatrième album de l'artiste taïwanais Jay Chou. Il est sorti le 31 juillet 2003.
À Taïwan, cet album a vendu plus de 335 000 copies. Ye Hui Mei a remporté le prix de l'album de l'année lors du 15e gala de Golden Melody Awards.

## Liste des titres
| 1.    | In the Name Of The Father (以父之名 - Yi Fu Zhi Ming) | 5:42 |
| 2.    | Coward (懦夫 - Nuo Fu)                                | 3:38 |
| 3.    | Sunny Day (晴天 - Qing Tian)                          | 4:29 |
| 4.    | Third Year Second Class (三年二班 - San Nian Er Ban)  | 4:40 |
| 5.    | East Wind Breaks (東風破 - Dong Feng Po)              | 5:15 |
| 6.    | You Can Hear (妳聽得到 - Ni Ting De Dao)              | 3:50 |
| 7.    | Same Tone (同一種調調 - Tong Yi Zhong Diao Diao)      | 3:51 |
| 8.    | Her Eyelashes (她的睫毛 - Ta De Jie Mao)              | 3:52 |
| 9.    | Love's Cliff (愛情懸崖 - Ai Qing Xuan Ya)             | 4:22 |
| 10.   | Terrace Field (梯田 - Ti Tian)                        | 3:33 |
| 11.   | Double Blade (雙刀 - Shuang Dao)                      | 4:51 |
| 48:08 |                                                       |      |